# Raubbeutlerartige
Die Raubbeutlerartigen (Dasyuromorphia) bilden eine Ordnung innerhalb der Beutelsäuger (Metatheria). Die meisten fleischfressenden Beuteltiere gehören in diese Ordnung. Vielen Arten wurden von europäischen Siedlern Namen gegeben, die sich an Höhere Säugetiere anlehnen, wie zum Beispiel „Beutelmarder“, „Beutelwolf“, „Beutelmäuse“. Die Ähnlichkeiten zwischen den Raubbeutlern und ihren Namensvorbildern beruhen jedoch auf konvergenter Evolution.

## Beschreibung
Viele Raubbeutlerartige unterscheiden sich nur geringfügig in ihrem Körperbau, dafür erheblich in ihrer Größe. Viele Beutelmäuse erreichen nur in etwa die Größe einer Maus und zählen zu den kleinsten Beuteltieren überhaupt, während der Beutelteufel mit Schwanz über 1 m lang wird und ein Gewicht von über 10 kg erreichen kann. Der ausgestorbene Beutelwolf war sogar noch größer. Sie sind allesamt geschickte, flinke Jäger, die sich je nach Größe von Insekten oder Wirbeltieren ernähren. Manche Arten fressen auch Aas.

## Verbreitung
Die Raubbeutlerartigen kommen in Australien, auf Neuguinea, Tasmanien und einigen anderen vorgelagerten Inseln vor.

## Systematik
Die Ordnung besteht aus zwei rezenten und zwei ausgestorbenen Familien, von denen zwei nur eine Art umfassen:
- Die Raubbeutler (Dasyuridae) umfassen rund 60 Arten, zu ihnen gehören unter anderem die Beutelmarder, der Beutelteufel sowie etliche Arten von Beutelmäusen.
- Die Myrmecobiidae mit dem Numbat (Myrmecobius fasciatus) oder Ameisenbeutler.
- Die Thylacinidae mit dem Beutelwolf (Thylacinus cynocephalus), der zu Beginn des 20. Jahrhunderts ausgerottet worden ist.
- Die Malleodectidae mit der Gattung Malleodectes und zwei Arten. Dies sind frettchengroße, auf hartschalige Beutetiere spezialisierte Raubbeutlerartige aus dem Miozän.[1]

Die ausgestorbenen Beutellöwen (Thylacoleonidae) gehörten hingegen nicht zu den Raubbeutlerartigen, sondern in die Ordnung Diprotodontia.